# Voleybol 1. Ligi 2017-2018 (femminile)
La Voleybol 1. Ligi 2017-2018 si è svolta dal 2017 al 2018: al torneo hanno partecipato ventotto squadre di club turche e la vittoria finale è andata al Türk Hava Yolları.

## Regolamento

### Formula
È prevista una regular season in cui le ventotto formazioni iscritte al torneo gareggiano in due gironi da quattordici squadre ciascuno, disputando gare di andata e ritorno per un totale di ventidue incontri:
- Le ultime due classificate di ciascun girone retrocedono direttamente in Voleybol 2. Ligi;
- Le prime quattro classificate dei due gironi accedono alle semifinali dei play-off promozione, dove vengono nuovamente divise in due gruppi, questa volta da quattro squadre ciascuno, disputando un round-robin;
- Le prime due classificate alle semifinali dei play-off promozione accedono alla finale dei play-off promozione, che le vede protagoniste di un nuovo round-robin, concluso il quale le prime due classificate sono promosse in Sultanlar Ligi.

## Torneo

### Regular season

#### Girone A - Classifica
| Pos. | Squadra               | Pt     | G  | V  | P  | SV | SP | Ratio | PF    | PS    | Ratio  |
| ---- | --------------------- | ------ | -- | -- | -- | -- | -- | ----- | ----- | ----- | ------ |
| 1.   | Balıkesir BB          | 71.300 | 26 | 24 | 2  | 75 | 20 | 3.750 | 2 285 | 1 852 | 1.233  |
| 2.   | Türk Hava Yolları     | 67.075 | 26 | 24 | 2  | 73 | 18 | 4.056 | 2 165 | 1 653 | 1.309  |
| 3.   | Manisa BB             | 58.300 | 26 | 19 | 7  | 65 | 32 | 2.031 | 2 181 | 1 946 | 1.120  |
| 4.   | Sarıyer               | 52.225 | 26 | 17 | 9  | 62 | 43 | 1.442 | 2 322 | 2 177 | 1.066  |
| 5.   | İstanbul Bahçelievler | 49.825 | 26 | 18 | 8  | 62 | 44 | 1.409 | 2 299 | 2 153 | 1.067  |
| 6.   | Karşıyaka             | 48.810 | 26 | 18 | 8  | 62 | 43 | 1.442 | 2 345 | 2 161 | 1.085  |
| 7.   | Rota Koleji           | 43.965 | 26 | 13 | 13 | 52 | 48 | 1.083 | 2 170 | 2 137 | 1.015  |
| 8.   | Arkas                 | 38.275 | 26 | 11 | 15 | 51 | 55 | 0.927 | 2 305 | 2 296 | 1.003  |
| 9.   | Salihli               | 36.375 | 26 | 11 | 15 | 46 | 49 | 0.939 | 2 032 | 2 069 | 0.982  |
| 10.  | Yeşilyurt             | 28.300 | 26 | 10 | 16 | 40 | 57 | 0.702 | 2 044 | 2 148 | 0.951  |
| 11.  | Maltepe               | 22.375 | 26 | 7  | 19 | 33 | 66 | 0.500 | 1 955 | 2 293 | 0.852  |
| 12.  | İzmir BB              | 14.150 | 26 | 4  | 22 | 24 | 70 | 0.343 | 1 794 | 2 171 | 0.8263 |
| 13.  | Yeşil Bayramiç        | 14.075 | 26 | 4  | 22 | 27 | 71 | 0.380 | 1 927 | 2 282 | 0.844  |
| 14.  | Alaşehir              | 8.375  | 26 | 2  | 24 | 17 | 73 | 0.233 | 1 650 | 2 136 | 0.772  |

| Qualificate ai play-off promozione | Retrocesse in Voleybol 2. Ligi |

#### Girone B - Classifica
| Pos. | Squadra                  | Pt     | G  | V  | P  | SV | SP | Ratio | PF    | PS    | Ratio |
| ---- | ------------------------ | ------ | -- | -- | -- | -- | -- | ----- | ----- | ----- | ----- |
| 1.   | Karayolları              | 69.620 | 26 | 23 | 3  | 72 | 17 | 4.235 | 2 139 | 1 707 | 1.253 |
| 2.   | Samsun BB                | 68.020 | 26 | 22 | 4  | 74 | 24 | 3.083 | 2 298 | 1 781 | 1.290 |
| 3.   | Pursaklar                | 61.150 | 26 | 22 | 4  | 68 | 29 | 2.345 | 2 248 | 1 879 | 1.196 |
| 4.   | Bolu                     | 60.150 | 26 | 19 | 7  | 68 | 34 | 2.000 | 2 327 | 2 004 | 1.161 |
| 5.   | Bursaspor                | 54.225 | 26 | 20 | 6  | 62 | 38 | 1.632 | 2 256 | 1 999 | 1.128 |
| 6.   | Numune                   | 51.150 | 26 | 18 | 8  | 58 | 37 | 1.568 | 2 103 | 1 969 | 1.068 |
| 7.   | TED Ankara               | 45.300 | 26 | 14 | 12 | 58 | 45 | 1.289 | 2 262 | 2 120 | 1.067 |
| 8.   | Anadolu Üniversitesi     | 28.300 | 26 | 8  | 18 | 39 | 61 | 0.639 | 2 003 | 2 185 | 0.916 |
| 9.   | Yeni Hendek              | 23.855 | 26 | 7  | 19 | 33 | 61 | 0.541 | 1 886 | 2 149 | 0.877 |
| 10.  | Bartın Polis Gücü        | 22.225 | 26 | 7  | 19 | 33 | 62 | 0.532 | 1 914 | 2 140 | 0.894 |
| 11.  | Gümüşhane Gençlerbirliği | 22.225 | 26 | 7  | 19 | 33 | 64 | 0.516 | 1 915 | 2 256 | 0.848 |
| 12.  | Kahramankazan            | 22.150 | 26 | 7  | 19 | 34 | 61 | 0.557 | 1 940 | 2 179 | 0.890 |
| 13.  | İdman Ocağı              | 20.435 | 26 | 7  | 19 | 33 | 62 | 0.532 | 1 909 | 2 181 | 0.875 |
| 14.  | TVF Spor Lisesi          | 4.035  | 26 | 1  | 25 | 5  | 75 | 0.067 | 1 309 | 1 960 | 0.667 |

| Qualificate ai play-off promozione | Retrocesse in Voleybol 2. Ligi |

### Play-off promozione

#### Semifinali

##### Gruppo 1 - Classifica
| Pos. | Squadra      | Pt | G | V | P | SV | SP | Ratio | PF  | PS  | Ratio |
| ---- | ------------ | -- | - | - | - | -- | -- | ----- | --- | --- | ----- |
| 1.   | Balıkesir BB | 7  | 3 | 2 | 1 | 8  | 5  | 1.600 | 294 | 272 | 1.080 |
| 2.   | Pursaklar    | 6  | 3 | 2 | 1 | 7  | 5  | 1.400 | 276 | 282 | 0.978 |
| 3.   | Sarıyer      | 4  | 3 | 2 | 1 | 7  | 7  | 1.000 | 295 | 296 | 0.996 |
| 4.   | Samsun BB    | 1  | 3 | 0 | 3 | 4  | 9  | 0.444 | 275 | 290 | 0.948 |

| Qualificate in finale ai play-off promozione |

##### Gruppo 2 - Classifica
| Pos. | Squadra           | Pt | G | V | P | SV | SP | Ratio | PF  | PS  | Ratio |
| ---- | ----------------- | -- | - | - | - | -- | -- | ----- | --- | --- | ----- |
| 1.   | Türk Hava Yolları | 7  | 3 | 3 | 0 | 9  | 4  | 2.250 | 296 | 258 | 1.147 |
| 2.   | Karayolları       | 5  | 3 | 1 | 2 | 7  | 7  | 1.000 | 293 | 300 | 0.976 |
| 3.   | Manisa BB         | 4  | 3 | 1 | 2 | 6  | 7  | 0.857 | 276 | 290 | 0.951 |
| 4.   | Bolu              | 2  | 3 | 1 | 2 | 4  | 8  | 0.500 | 267 | 284 | 0.940 |

| Qualificate in finale ai play-off promozione |

#### Finale

##### Classifica
| Pos. | Squadra           | Pt | G | V | P | SV | SP | Ratio | PF  | PS  | Ratio |
| ---- | ----------------- | -- | - | - | - | -- | -- | ----- | --- | --- | ----- |
| 1.   | Türk Hava Yolları | 8  | 3 | 3 | 0 | 9  | 3  | 3.000 | 276 | 256 | 1.078 |
| 2.   | Karayolları       | 5  | 3 | 2 | 1 | 7  | 6  | 1.167 | 288 | 272 | 1.058 |
| 3.   | Balıkesir BB      | 5  | 3 | 1 | 2 | 7  | 7  | 1.000 | 309 | 300 | 1.030 |
| 4.   | Pursaklar         | 0  | 3 | 0 | 3 | 2  | 9  | 0.222 | 222 | 267 | 0.831 |

| Promosse in Sultanlar Ligi |